# O Gato de Botas Extraterrestre
O Gato de Botas Extraterrestre é um filme brasileiro de 1990, do gênero comédia, dirigido por Wilson Rodrigues.
É o terceiro filme da série No Mundo da Carochinha.

## Sinopse
Gato extraterrestre, bastante esperto, inventa milhares de mentiras para fazer com que seu dono, um pobre camponês, se passe por um rico marquês, para assim conquistar o coração da princesa. O filme foi gravado num bosque público no distrito de Monte Verde, na cidade de Camanducaia Minas Gerais, o local recebeu o nome de Gato de Botas devido ao filme

## Elenco
| Elenco Original    | Elenco Original               |
| Ator               | Papel                         |
| ------------------ | ----------------------------- |
| Heitor Gaiotti     | Gato de Botas                 |
| Maurício Mattar    | Terceiro (Marquês de Carabás) |
| Flávia Monteiro    | Princesa Belina               |
| Carmen Silva       | Rainha                        |
| Tônia Carrero      | Avó                           |
| Jofre Soares       | Mago Mal                      |
| Zezé Motta         | Mulher que era Coruja         |
| Felipe Levy        | Rei                           |
| José Mojica Marins | Príncipe Renine               |
| Tony Tornado       | Soldado Real                  |
| Nena Camargo       |                               |